# Obbligo
Con obbligo, nel diritto, si indica una situazione giuridica soggettiva del soggetto di diritto che deve tenere un certo comportamento imposto dalla norma nell'interesse di un altro soggetto, che lo può pretendere da uno o più soggetti determinati, non da chiunque.
Il termine è estensibile ed utilizzabile anche al di fuori dell'ambito giuridico nel senso di "costrizione" o "necessità".

## Caratteristiche
Questa pretesa è una particolare specie di diritto soggettivo che prende il nome di diritto relativo, sicché l'obbligo si connota come quella particolare specie di dovere che nel rapporto giuridico si correla al diritto relativo.
L'obbligo può essere positivo, quando il comportamento imposto dalla norma consiste in un fare o dare, oppure negativo, quando invece consiste in un non fare; nel primo caso è detto anche comando, nel secondo divieto.
Il debito è l'obbligo correlato a un diritto relativo patrimoniale (credito), corrispondente cioè a un interesse di natura economica, vale a dire suscettibile di essere valutato in denaro. Debito e credito sono il contenuto di una particolare specie di rapporto giuridico, l'obbligazione. Poiché correntemente si tende a restringere l'uso del termine debito agli obblighi che hanno a oggetto una somma di denaro, il termine obbligazione viene anche utilizzato, al suo posto, per designare l'obbligo corrispondente a un diritto relativo patrimoniale.